# Place des femmes en France en 1848

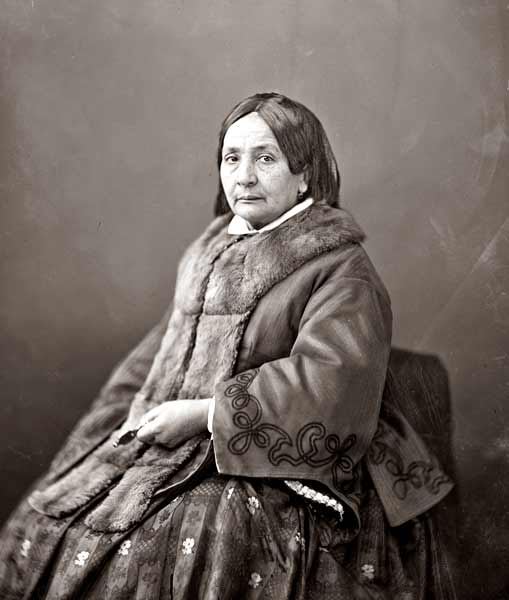
Eugénie Niboyet par Nadar vers 1880.

L'expression publique des femmes atteint son paroxysme lors de la révolution française de 1848, en février, par le biais de journaux comme La Voix des Femmes d'Eugénie Niboyet, La Politique des femmes de Désirée Gay ou L'Opinion des femmes de Jeanne Deroin.

## Le contexte
Les révolutionnaires de 1793 avaient exclu les femmes de l’espace public. Le Code civil de 1804 avait institué les femmes mariées en mineures, dépendantes de leurs maris. Les républicains de 1848 les remettent à leur place « naturelle » de mères, gardiennes du foyer. Elles passent du statut de femmes actrices des révolutions populaires, à l’allégorie féminine qui incarne la République : la Marianne. Cette figure apparaît pour la première fois le 4 mars 1848 à l’occasion de l’enterrement des victimes des journées de février. La révolution de février 1848 conduit à la proclamation de la Seconde République le 24 février et le 2 mars, le gouvernement provisoire déclare électeur tous les français de plus de vingt et un ans.

## Les «femmes de 1848»

### Les femmes et le suffrage universel masculin
Aujourd’hui, nous définissons le suffrage comme « universel » et celui de 1848 comme « un suffrage universel masculin » (1848-1944). Spécialiste des « Quarante-huitards » (Archives, 1975), Maurice Agulhon, professeur au Collège de France admet cette expression au colloque de Rouen, en 1997.
L’expression « suffrage universel masculin » exclut donc les femmes du suffrage en 1848 (ceci jusqu’en 1944). Mais cela n’exclut pas la part des « femmes de 1848 » dans la révolution de février et dans les évènements politiques qui ont suivi l’abdication de Louis-Philippe Ier. Le 23 février 1848, les rues de Paris sont envahies à la fois par les hommes, les femmes et les enfants. Sur les barricades qui suivent le lendemain, le slogan féminin est le droit au travail. Les principes de la révolution de 1848 sont la Justice, le Droit, la Liberté, l’Égalité et la Fraternité et un certain nombre de femmes souhaitent qu’ils soient appliqués à l’ensemble du peuple : citoyens et des citoyennes. Le droit au travail est ainsi, de suite, associé au droit de vote et la « question sociale » aux droits politiques.

### Le droit au travail pour les femmes
Les femmes attirent en premier lieu l’attention du gouvernement en raison de leur misère. À la suite des lois proclamant la liberté de la presse, Eugénie Niboyet crée, le 20 mars, La Voix des Femmes.
Parmi les « femmes de 1848 », c’est ainsi qu’elles se nomment, nous trouvons, Désirée Gay qui adresse le 3 mars 1848 une pétition pour demander du travail et des secours pour les femmes, au Gouvernement provisoire. Un des membres du gouvernement provisoire, Louis-Antoine Garnier-Pagès qui est le responsable des finances, témoigne qu’une « multitude de femmes en proie à la plus grande misère réclamait du travail et du pain. Le ministère résolut de leur donner du pain par le travail. Il réussit si bien qu’il parvint à faire vivre pendant quatre mois, trente à quarante mille femmes ». Dès le 26 février, les ouvrières parisiennes manifestent et réclament à Louis Blanc l’organisation d’ateliers sociaux pour les femmes. Les premiers ateliers ne sont ouverts que le 10 avril, après de nombreuses interventions de Désirée Gay, qui devient alors responsable d’atelier.

### Le désir d'égalité entre les sexes

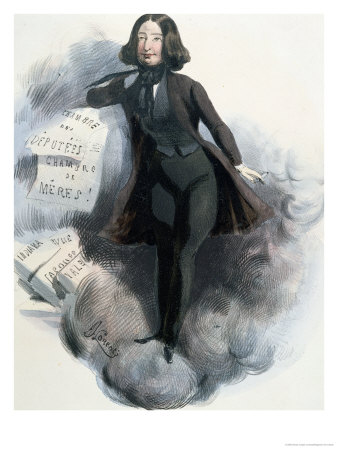
Caricature de George Sand en 1848

La place spécifique des femmes dans l’organisation politique et sociale est mise en valeur avec Jeanne Deroin, en 1848. Elle devient ainsi une figure de la revendication féministe. Quant à Jenny d'Héricourt, elle fonde la Société pour l’émancipation des femmes et demande par pétition, le 16 mars 1848, l’abrogation du Code civil, le droit au divorce ; elle est attachée à « l’indépendance matérielle et morale » des femmes. Le 20 mars, Eugénie Niboyet crée le journal La Voix des Femmes qui publie lettres et pétitions et donne des nouvelles de l’Europe insurgée. Le 22 mars, le maire de Paris reçoit le Comité des droits de la femme, dont la présidente est Marie-Jeanne Bourgeois née Allix, dont les membres s’adressent aux « citoyens représentants » : « Les femmes qui comprennent la grandeur de leur mission sociale viennent faire appel à votre sagesse et à votre justice. Elles demandent, au nom de la fraternité, que la liberté et l’égalité soient une vérité pour elles comme pour leurs frères… ». Les femmes réclament l’élection pour tous sans exception soit le suffrage universel pour 17 millions de personnes. Le maire renvoie la décision à l’Assemblée nationale qui doit être élue en avril. Eugénie Niboyet, porteuse de la voix des femmes, est aussi présidente du club des femmes ouvert en avril 1848. C’est au nom de leurs devoirs de mère, qu’elles réclament des droits. Leurs premières revendications portent sur l’instruction et le travail. Elles souhaitent améliorer le quotidien des ouvrières en proposant des services collectifs. Ainsi, des cours et des conférences sont organisés par Eugénie Niboyet, Jeanne Deroin et Désirée Gay. Ces « femmes de 1848 », inspirées du saint-simonisme des années 1830, sont aussi très attachées à l’égalité des droits politiques et au droit de vote. Pour l’élection de l’Assemblée nationale à laquelle les femmes ne sont pas admises, Eugénie Niboyet propose la candidature de l’écrivaine George Sand (1804-1876). Une républicaine enthousiaste, engagée aux côtés du gouvernement provisoire et auteur politique.
Selon La Voix des Femmes du 6 avril 1848, Sand serait une candidate exceptionnelle : « Est-il donc besoin de le dire, le représentant qui réunit nos sympathies, c’est le type un et une, être mâle par la virilité, femme par l’intuition divine : nous avons nommé Sand […]. Sand est puissante et n’effraie personne, c’est elle qu’il faut appeler par le vœu de toutes au vote de tous […]. En appelant Sand à l’Assemblée, les hommes croiront faire une exception ; ils consacreront le principe et la règle. » Mais George Sand refuse cette candidature et considère la demande comme illégitime. De plus, elle estime que ses prétentions politiques ne sont pas fondées : elle considère que l’obtention des droits civils est un préalable indispensable au libre exercice du suffrage.
Les femmes de 1848 se heurtent aux risées de la presse et au silence du gouvernement provisoire.

### L'effervescence des femmes
Les femmes de 1848 rencontrent un certain nombre de limites, du fait de la disparition de journaux féministes à Paris et en Province. Mais cela ne freine pas leur ardeur. En effet, elles s’expriment au sein de clubs mixtes, mais le soutien des hommes est faible. Des femmes ouvrent leurs propres clubs tels que le club de l’émancipation des femmes, ou encore le club de l’éducation mutuelle des femmes. Elles multiplient également les conférences. Elles insistent sur l’obligation d’émanciper le peuple et les femmes, liant droit de vote et droit de travail, au cœur des préoccupations. Les femmes réclament et obtiennent l’ouverture d’ateliers nationaux pour les femmes grâce à l’action acharnée de Désirée Gay. Ces dernières croient dans le rôle des associations, dans le domaine du travail, influencées par le fouriérisme. Elles revendiquent le rétablissement du divorce avec en première ligne Eugénie Niboyet, mais en mai, la chambre repousse la proposition.
Les séances des clubs donnant lieu à des débats ouverts, les antiféministes en profitent pour en perturber le bon déroulement ; Eugénie Niboyet se trouve ainsi contrainte, après les tumultes déclenchés en mai et juin, notamment lors d’une réunion sur le divorce, de renoncer à cette mixité, pour n’effrayer « ni les pères ni les maris ».

## L'antiféminisme

### Les réactions après les «journées de juin»

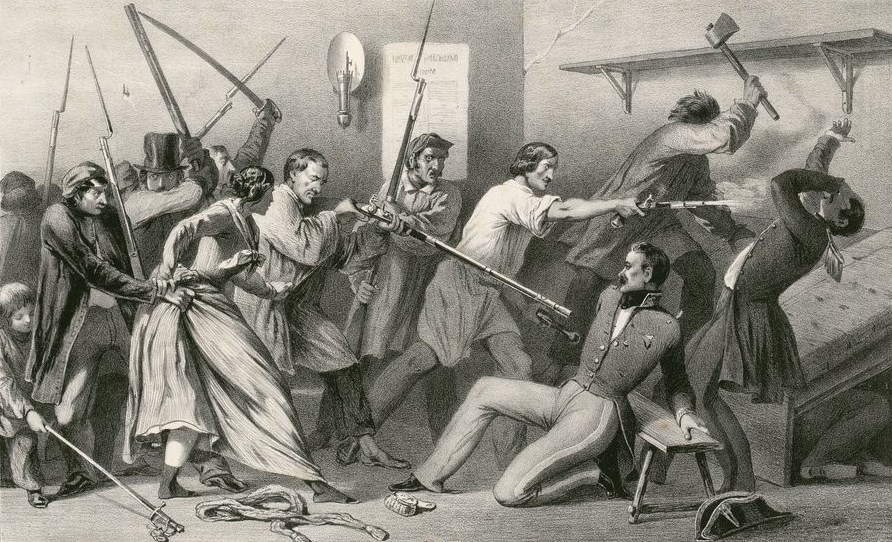
Mort du général Bréa le 25 juin 1848 : une femme est représentée, ce qui est rare pour les illustrations de cet événement.

Au départ, les journées de juin (22-26 juin 1848) étaient de simples manifestations contre la fermeture des Ateliers nationaux, mais elles se sont vite transformées en révolte sociale fortement réprimée. Les journées de juin creusent un fossé entre la République, la bourgeoisie, et le peuple. Cette déchirure qui est une frontière de classe n’épargne ni les femmes, ni les féministes. Les ouvriers pleurent sur le sort des ouvrières, soutenues par Désirée Gay et Jeanne Deroin. Une solidarité s'affirme alors. Effectivement, après le 25 juin 1848, plusieurs centaines de femmes sont emprisonnées à la prison Saint-Lazare pour avoir participé aux barricades et à l’insurrection. Des observateurs comme Tocqueville, affirment être frappés par les excès des femmes du peuple, par la presse féministe qui répugne la violence de la rue et opte souvent pour le silence[réf. nécessaire]. La répression s’abat sur le petit peuple : en juillet 1848, 600 femmes, dont 222 blessées, sont incarcérées à la prison parisienne de Saint-Lazare ; 300 lingères, couturières, blanchisseuses… sont ensuite poursuivies sur un total de 20 000 prévenus. Quelques-unes se sont montrées partisanes de la révolution et bien souvent complices de leur mari, (affirmation qui peut être un moyen de défense). Mais certaines agissent seules. La répression n’ignore certes pas les femmes, mais semble leur accorder peu de valeur, si l’on en croit l’acquittement même des meneuses. Désirée Gay essaie d’attirer le soutien des socialistes (comme Jean Macé). Avec Jeanne Deroin elles fondent une nouvelle association et un nouveau journal L’Opinion des femmes (août 1848- août 1849), qui est lié aux socialistes : la solidarité sociale avec les ouvrières les plus démunies prime sur la solidarité entre femmes, alors que tout débat public leur est interdit par décret du 26 juillet 1848. Les principales leaders des « femmes de 1848 » se divisent donc : Eugénie Niboyet, isolée et sans ressources est contrainte quant à elle de quitter Paris.
Finalement, le nombre de femmes est difficile à évaluer puisqu’il semblerait que les barricades de 1848 ont été un lieu de lutte plus masculin qu’en 1830, mais ceci étant davantage dans la représentation que dans la réalité. Les femmes perdent de leur réalité de chair, celle de combattantes qui effraient les hommes, pour ne plus être que des allégories.

### Les mesures
Les journaux féministes sont touchés par la répression de la presse. Privée d’indemnité littéraire, comme on a pu le voir précédemment, Eugénie Niboyet se retrouve démunie mais elle est toujours la cible des caricatures. Les réunions des clubs sont limitées ; un sort particulier est réservé aux femmes : interdiction, comme aux enfants, d’être membre d’un club et d’assister à tout débat public (26 juillet), seuls les socialistes d’extrême gauche se déclarent contre cette mesure. L’exclusion des femmes en politique se poursuit alors que s'affirmait leur volonté d’être reconnues comme sujet et donc de posséder les droits civils et civiques.
Les revendications politiques des femmes n'aboutissent pas. La mise en place du suffrage universel masculin qui caractérise l'union de l'État et de la nation, permet à l’État en 1848, d’accaparer totalement l'ordre symbolique qui détermine la place des femmes par rapport au champ politique. Les femmes sont exclues de la politique mais pas de sa représentation, puisque l'effigie de la République est une femme : la Marianne.

## Sources